# Antonio Maria Vegliò
Antonio Maria Vegliò (Sinh 1938) là một Hồng y của Giáo hội Công giáo Rôma. Ông nguyên là Chủ tịch Hội đồng Giáo hoàng về chăm sóc mục vụ của người di cư và Du mục. Trước đây, ông là một nhà ngoại giao đóng vai trò quan trọng trong công tác làm Sứ thần Tòa Thánh và Khâm sứ Tòa Thánh tại nhiều quốc gia cũng như khu vực khác nhau. Trong thời gian đầu về Giáo triều, ông là Tổng Thư kí Thánh bộ Công giáo Đông Phương.

## Tiểu sử
Hồng y Vegliò sinh ngày 3 tháng 2 năm 1938, tại Macerata Feltria, Italia. Sau quá trình tu học, ngày 18 tháng 3 năm 1962, tại Thánh đường Pesaro thuộc Giáo phận Pesaro, Phó tế Vegliò đã được thụ phong chức linh mục, bởi Giám mục Giáo phận Luigi Carlo Borromeo chủ sự.
Ngày 27 tháng 7 năm 1985, Tòa Thánh chọn linh mục Vegliò làm Tổng giám mục Hiệu tòa Aeclanum, Sứ thần Tòa Thánh tại Papua New Guinea và Quần đảo Solomon. Lễ tấn phong cho tân giám mục được cử hành ngày 6 tháng 10 cùng năm tại Thánh đường della Assunzione thuộc Giáo phận Pesaro, với các thưà tác viên chủ sự nghi thức gồm chủ phong: hồng y Agostino Casaroli, nguyên Chủ tịch Uỷ ban Giáo hoàng đặc trách về Nhà nước Vatican, nguyên Chủ tịch Uỷ ban Quản lí Di sản Văn hóa của Giáo hội; Hai vị phụ phong bao gồm Achille Silvestrini, Tổng giám mục Ngoại trưởng Tòa Thánh và Giám mục Pesaro Gaetano Michetti. Tân giám mục chọn cho mình khẩu hiệu:Adjuva me Domine.
Ngày 21 tháng 10 năm 1989, Tòa Thánh thuyên chuyển nhiệm vụ Sứ thần Tòa Thánh của ông, cử ông làm Sứ thần ở các nước Sénégal, Guinea-Bissau, Cape Verde và Mali và Khâm sứ Tòa Thánh tại Mauritanie. Ông được tái bổ nhiệm các chức vị Sứ thần Tòa Thánh vào tháng 12 năm 1994. Ngày 2 tháng 10 năm 1997, Tòa Thánh điều chuyển Tổng giám mục Vegliò làm Sứ thần Tòa Thánh tại Li Băng và Kuwait. Ngoài ra, cũng trong lần bổ nhiệm, ông còn được bổ nhiệm vào chức Khâm sứ Tòa Thánh tại Bán đảo Ả Rập. Riêng nhiêm vụ ở Kuwait chấm dứt sau khi ông từ nhiệm vào ngày 13 tháng 12 năm 1999.
Ngày 11 tháng 4 năm 2001, Tòa Thánh gọi Tổng giám mục Vegliò về làm Tổng Thư kí Thánh bộ Công giáo Đông Phương. Ngày 28 tháng 2 năm 2009, ông được thuyên chuyển vào vị trí Chủ tịch Hội đồng Giáo hoàng về chăm sóc mục vụ của người Di cư và Du mục.
Trong Công nghị Hồng y được tổ chức ngày 18 tháng 2, Giáo hoàng Biển Đức XVI vinh thăng Tổng giám mục Vegliò tước vị Hồng y Nhà thờ San Cesareo in Palatio. Ông đã đến nhận nhà thờ hiệu tòa của mình ngày 10 tháng 6 sau đó.
Sau khi đắc cử, Giáo hoàng Phanxicô tái bổ nhiệm Hồng y Vegliò vào vị trí cũ cho đến khi Hội đồng Giáo hoàng này bị sáp nhập ngày 1 tháng 1 năm 2017.